# Mekar Sari (Deli Tua)
Mekar Sari is een bestuurslaag in het regentschap Deli Serdang van de provincie Noord-Sumatra, Indonesië. Mekar Sari telt 10.313 inwoners (volkstelling 2010).